# 대우 슈퍼 살롱
대우 슈퍼 살롱(Daewoo Super Salon)은 1987년에 출시되었던 대우자동차(한국GM의 전신)의 고급 대형 세단이다.

## 1세대

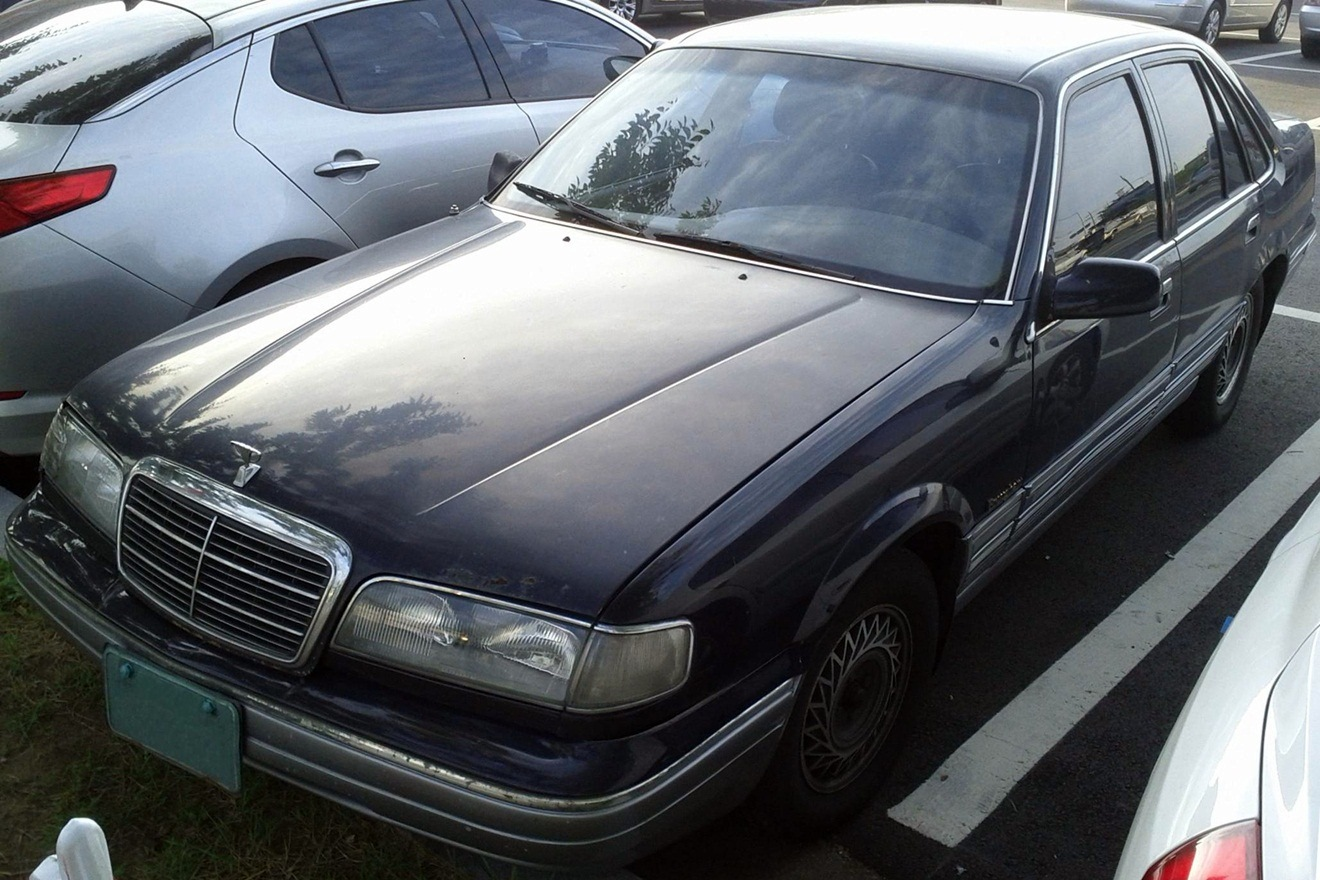
대우 슈퍼 살롱 정측면

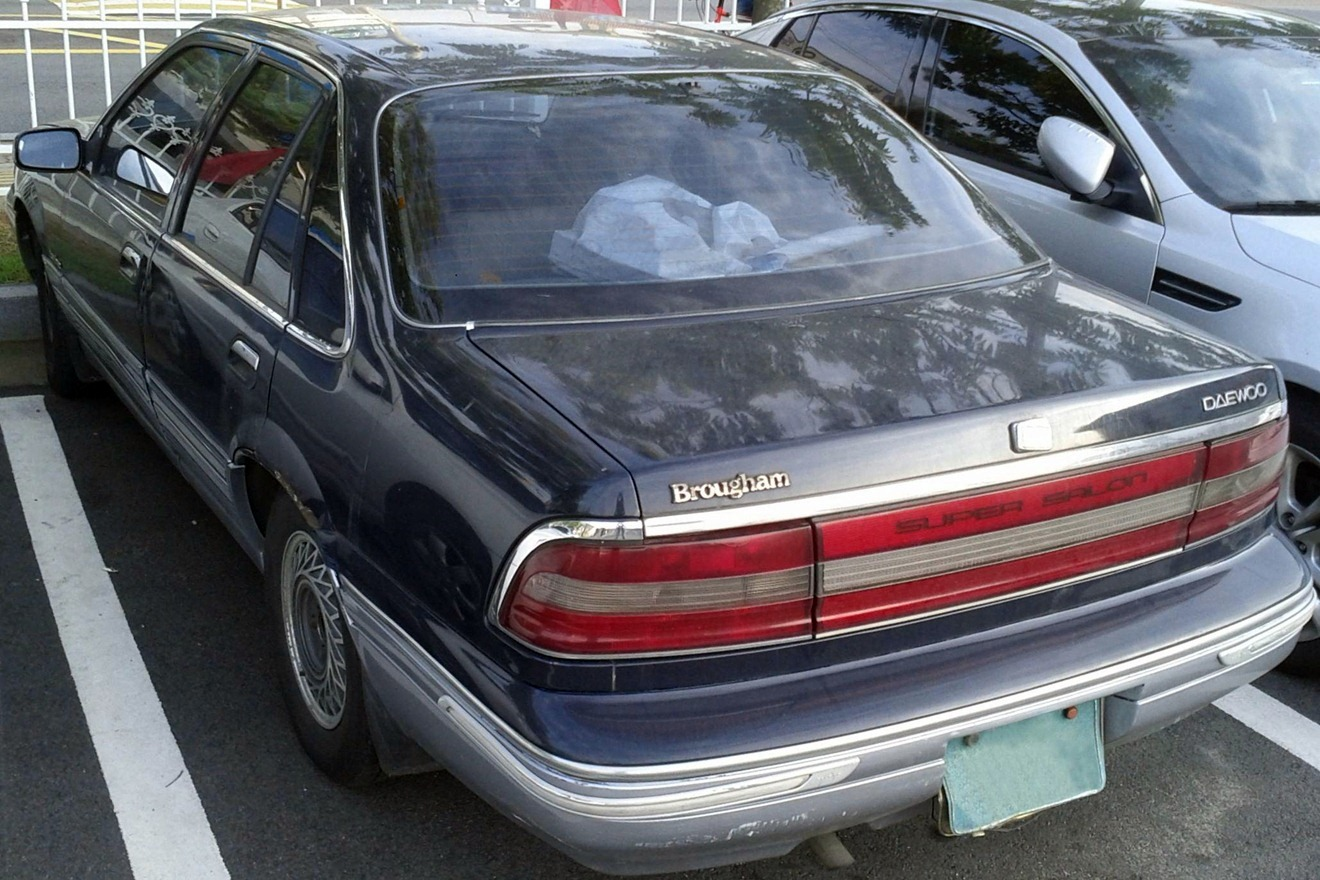
대우 슈퍼 살롱 후측면

슈퍼 살롱이 출시되기 1년 전인 1986년에 출시되었던 로얄 살롱의 고급 트림이던 로얄 살롱 슈퍼가 전신으로, 당시로는 고급 사양인 트립 컴퓨터, 전동식 파워 시트, LCD 방식의 인스트루먼트 판넬 등이 적용되었다. 1987년에 1987년형 로얄 시리즈가 출시됨과 동시에 슈퍼 살롱이 출시되었다. 6 윈도우, 뒷 좌석 전용 쿨러, 코너링 램프 등이 적용되었다. 1991년 10월에 마이너 체인지를 거쳐 직선 형태에서 곡선 형태의 유선형 디자인으로 다듬었고, 뒷 번호판이 장착되는 위치를 트렁크에서 범퍼로 옮겼다. 1993년 6월에 파워 안테나의 위치가 조수석 앞 휀더 부근에서 운전석 뒷 휀더 부근으로 옮겨졌고, 알루미늄 휠의 디자인이 바뀜과 동시에 3.0L 가솔린 엔진이 추가된 1994년형이 출시되었다. 1994년 8월에 1995년형 브로엄이 선보이며, 고급 트림명이던 브로엄이 슈퍼 살롱의 차명을 대신하였다.

### 로얄 살롱 슈퍼
- 전장(mm) : 4,784
- 전폭(mm) : 1,758
- 전고(mm) : 1,420
- 축거(mm) : 2,668
- 윤거(전, mm) : 1,435
- 윤거(후, mm) : 1,412
- 승차정원 : 5명
- 구동형식 : 후륜 구동

| 구분               | 2.0 E      |
| ------------------ | ---------- |
| 연료               | 가솔린     |
| 배기량(cc)         | 1,979      |
| 최고출력(ps/rpm)   | 128/5,400  |
| 최대토크(kg*m/rpm) | 18.7/4,200 |

### 슈퍼 살롱(브로엄)
- 전장(mm) : 4,890
- 전폭(mm) : 1,720
- 전고(mm) : 1,417
- 축거(mm) : 2,670
- 윤거(전, mm) : 1,435
- 윤거(후, mm) : 1,412
- 승차정원 : 5명
- 구동형식 : 후륜 구동

| 구분               | 2.0        |
| ------------------ | ---------- |
| 연료               | 가솔린     |
| 배기량(cc)         | 1,998      |
| 최고출력(ps/rpm)   | 115/5,200  |
| 최대토크(kg*m/rpm) | 18.0/2,600 |